# 단씨점
단씨점(도안 티 디엠, Doan Thi Diêm, 段氏點, 1705년 - 1748년)은 베트남 응우옌 왕조 초기의 시인이다. 단찬콘의 한자시(漢字詩) 《정부음(征婦吟) chinh phu ngâm》을 베트남 쯔놈으로 번역하였다.
관료인 도안도안룸의 딸로 5년 연상의 오빠인 도안도안루안이 있었고, 1742년 한번 상처한 응우옌키우의 후처가 되었다. 그는 단찬콘의 한자시(漢字詩) 《정부음(征婦吟) chinh phu ngâm》을 베트남 쯔놈으로 번역하였다. 정부음의 번역작에서 그는 특별히 섬세한 표현 기법을 써서 유명해졌다.

## 저작
- 정부음(征婦吟) : 단찬콘의 한시 정부음(征婦吟)의 베트남어 번역 시

## 참고 서적
- 도안 티 디엠, 《정부음곡:원정군 아내의 노래》 (배양수 역, 부산외국어대학교출판부, 2003)

## 같이 보기
- 채염
- 신사임당
- 허난설헌